# Heterotanais oerstedi
Heterotanais oerstedi är en kräftdjursart som först beskrevs av Kroyer 1842.  Heterotanais oerstedi ingår i släktet Heterotanais och familjen Leptocheliidae. Arten är reproducerande i Sverige. Inga underarter finns listade i Catalogue of Life.